# Ambia tenebrosalis
Ambia tenebrosalis là một loài bướm đêm trong họ Crambidae.